# Jack Parker (płotkarz)
Frederick John „Jack” Parker (ur. 6 września 1927 w Richmond, zm. 20 lutego 2022) – brytyjski lekkoatleta, płotkarz, medalista mistrzostw Europy z 1954.
Specjalizował się w biegu na 110 metrów przez płotki. Na igrzyskach olimpijskich w 1952 w Helsinkach odpadł w półfinale tej konkurencji.
Jako reprezentant Anglii zajął 4. miejsce w biegu na 120 jardów przez płotki na Igrzyskach Imperium Brytyjskiego i Wspólnoty Brytyjskiej w 1954 w Vancouver.
Zdobył srebrny medal w biegu na 110 metrów przez płotki na mistrzostwach Europy w 1954 w Bernie, przegrywając jedynie z Jewhenem Bułanczykiem ze Związku Radzieckiego, a wyprzedzając Berta Steinesa z RFN. Na igrzyskach olimpijskich w 1956 w Melbourne odpadł w przedbiegach tej konkurencji.
Był mistrzem Wielkiej Brytanii w biegu na 120 jardów przez płotki w 1951, 1954 i 1955.
Wyrównał rekord Wielkiej Brytanii w biegu na 110 metrów przez płotki, należący od 1938 do Donalda Finlaya, wynikiem 14,3 s osiągniętym podczas biegu na 120 jardów przez płotki 30 lipca 1955 w Londynie.